# Snežana Pajkić
Snežana Pajkić (serbisch-kyrill. Снежана Пајкић, * 23. September 1970 in Ćuprija) ist eine ehemalige  jugoslawische Leichtathletin serbischer Nationalität. Bei einer Körpergröße von 1,69 m betrug ihr Wettkampfgewicht 51 kg.
Schon im Juniorenbereich war sie sehr erfolgreich. Sie gewann Bronze 1986 und Silber 1988 bei den Juniorenweltmeisterschaften im 1500-Meter-Lauf. 1987 und 1989 war sie Junioreneuropameisterin. 
Bei den Europameisterschaften 1990 in Split gewannen zwei jugoslawische Leichtathleten Gold und beide waren erst 19 Jahre alt. Während der Hochspringer Dragutin Topić über ein Jahrzehnt lang bei internationalen Meisterschaften Medaillen gewann, erreichte Snežana Pajkić nie wieder eine Platzierung unter den ersten acht. Ihr einziger Erfolg im Erwachsenenbereich blieb der Sieg in Split. Sie gewann in 4:08,12 min vor der Deutschen Ellen Kießling und der Schweizerin Sandra Gasser, die beide eine halbe Sekunde zurücklagen.

## Persönliche Bestleistungen
- 800 m: 2:01,78 min, 1991
- 1500 m: 4:08,12 min, 1990
- 3000 m: 9:07,44 min, 1986
  - Halle: 9:04,23 min, 1987